# Mazapil
Mazapil es una localidad mexicana ubicada en el estado de Zacatecas, cabecera del municipio homónimo.

## Geografía
Mazapil se localiza en el noreste del municipio homónimo y de Zacatecas. Se encuentra en un valle, rodeada por las sierras El Mascarón y Las Bocas.
Su altitud promedio es de 2274 m s. n. m. y cubre un área de 0.91 km².

### Clima
El clima de Mazapil se caracteriza por ser semiseco templado con lluvias durante el verano.
La temperatura media anual es de 16.1 °C, con una precipitación de 454.4 mm.
| Parámetros climáticos promedio de Mazapil, Zacatecas | Parámetros climáticos promedio de Mazapil, Zacatecas | Parámetros climáticos promedio de Mazapil, Zacatecas | Parámetros climáticos promedio de Mazapil, Zacatecas | Parámetros climáticos promedio de Mazapil, Zacatecas | Parámetros climáticos promedio de Mazapil, Zacatecas | Parámetros climáticos promedio de Mazapil, Zacatecas | Parámetros climáticos promedio de Mazapil, Zacatecas | Parámetros climáticos promedio de Mazapil, Zacatecas | Parámetros climáticos promedio de Mazapil, Zacatecas | Parámetros climáticos promedio de Mazapil, Zacatecas | Parámetros climáticos promedio de Mazapil, Zacatecas | Parámetros climáticos promedio de Mazapil, Zacatecas | Parámetros climáticos promedio de Mazapil, Zacatecas |
| Mes                                                  | Ene.                                                 | Feb.                                                 | Mar.                                                 | Abr.                                                 | May.                                                 | Jun.                                                 | Jul.                                                 | Ago.                                                 | Sep.                                                 | Oct.                                                 | Nov.                                                 | Dic.                                                 | Anual                                                |
| ---------------------------------------------------- | ---------------------------------------------------- | ---------------------------------------------------- | ---------------------------------------------------- | ---------------------------------------------------- | ---------------------------------------------------- | ---------------------------------------------------- | ---------------------------------------------------- | ---------------------------------------------------- | ---------------------------------------------------- | ---------------------------------------------------- | ---------------------------------------------------- | ---------------------------------------------------- | ---------------------------------------------------- |
| Temp. máx. abs. (°C)                                 | 48.0                                                 | 35.0                                                 | 36.0                                                 | 37.0                                                 | 40.0                                                 | 42.0                                                 | 39.0                                                 | 37.0                                                 | 37.0                                                 | 38.0                                                 | 37.0                                                 | 36.0                                                 | 48.0                                                 |
| Temp. máx. media (°C)                                | 18.7                                                 | 20.4                                                 | 23.2                                                 | 26.2                                                 | 28.4                                                 | 29.1                                                 | 27.6                                                 | 27.4                                                 | 26.3                                                 | 25.4                                                 | 23.0                                                 | 19.3                                                 | 24.6                                                 |
| Temp. media (°C)                                     | 10.5                                                 | 11.2                                                 | 14.2                                                 | 17.1                                                 | 19.4                                                 | 20.5                                                 | 19.7                                                 | 19.3                                                 | 18.3                                                 | 16.9                                                 | 14.2                                                 | 11.3                                                 | 16.1                                                 |
| Temp. mín. media (°C)                                | 2.1                                                  | 2.7                                                  | 5.2                                                  | 7.9                                                  | 10.3                                                 | 11.7                                                 | 11.4                                                 | 11.1                                                 | 10.3                                                 | 8.2                                                  | 5.2                                                  | 3.1                                                  | 7.4                                                  |
| Temp. mín. abs. (°C)                                 | -10.0                                                | -11.0                                                | -8.0                                                 | -3.0                                                 | 1.0                                                  | 3.0                                                  | 0.3                                                  | -4.0                                                 | -4.0                                                 | -4.0                                                 | -9.0                                                 | -12.0                                                | -12.0                                                |
| Precipitación total (mm)                             | 28.6                                                 | 13.7                                                 | 9.0                                                  | 18.5                                                 | 38.9                                                 | 55.5                                                 | 78.6                                                 | 69.7                                                 | 64.6                                                 | 41.3                                                 | 16.7                                                 | 19.3                                                 | 454.4                                                |
| Días de precipitaciones (≥ 1 mm)                     | 2.6                                                  | 1.8                                                  | 1.2                                                  | 2.5                                                  | 4.5                                                  | 6.0                                                  | 6.9                                                  | 6.9                                                  | 6.3                                                  | 4.5                                                  | 1.9                                                  | 2.6                                                  | 47.7                                                 |
| Fuente: Servicio Meteorológico Nacional.             |                                                      |                                                      |                                                      |                                                      |                                                      |                                                      |                                                      |                                                      |                                                      |                                                      |                                                      |                                                      |                                                      |

## Demografía
De acuerdo con el censo de 2020, la población de Mazapil era de 1262 habitantes, de los que 634 eran mujeres y 628, hombres.
La cantidad de viviendas en la localidad era de 678: 677 consideradas como particulares.
| Gráfica de evolución demográfica de Mazapil entre 1900 y 2020 |
|                                                               |
| Fuente: Instituto Nacional de Estadística y Geografía.        |